# باب البيض
باب البيض وهو الباب الغربي لسور مدينة الموصل وعليه أليوم محلة تحمل الأسم نفسه.

## أصل التسمية
باب البيض كان يعرف بباب كندة، نسبة إلى قبيلة كندة القحطانية التي نزلت الموصل، وسمي بعدئذ باب البيض سنة 578 ه‍. وان تسمية البيض (بكسر الباء)، يرى البعض انه كناية عن السيوف رمز الشجاعة والإقدام، ويرى آخرون انه باب كندة، الذي وقف صلاح الدين الأيوبي قبالته عند حصاره الموصل.
وورد ايضاً ان باب البيض مُصَّحف من الماء الأبيض، وسميَّ بالأبيض لكثرة الكبريت الأبيض فيه، يبعد موضع الماء الأبيض عن الموصل نحو ساعة ونصف بين منطقتي البو سيف والعذبة. وبه سمي الباب الغربي لمدينة الموصل بباب البيض.
ومما قيل كذلك ان بعض الأهالي قد سمعوا في بناء طاحونة وكانت العملة تجتمع عند الباب الغربي، ومن ذلك أُطلق عليه اسم الباب الأبيض، ثم حُرَّف وسميَّ باب البيض إلى أليوم، وتوجد بقربه منطقة واسعة في الموصل فيها محلتان وجامع كل منهم حمل ذات الاسم:

## جامع باب البيض
ويسمى أيضا بجامع الزيواني نسبة لدفينه الشيخ محمد الزيواني، وهو مسجد تأريخي وأثري، وتقف بحذاءه مئذنته المسماة بالزيواني والتي تعتبر ثاني أشهر منارة بالموصل بعد منارة الحدباء. وذُكِر أيضاً ان الجامع يقع في محلة باب البيض، قبالة سوق بيع البيض فسمي بها.